# A559-es autópálya (Németország)
Az A559-es autópálya (németül: Bundesautobahn 559) egy autópálya Németországban. Hossza 4,2 km.